# Aganocrossus amoenus
Aganocrossus amoenus är en skalbaggsart som beskrevs av Karl Henrik Boheman 1857. Aganocrossus amoenus ingår i släktet Aganocrossus och familjen Aphodiidae. Inga underarter finns listade i Catalogue of Life.